# Кауануи, Киау
Киау Кауануи (англ. Keahu Kahuanui; род. 7 августа 1986, Гонолулу) — американский актёр, получивший известность благодаря роли Дэнни в молодёжном мистико-драматическом телесериале «Волчонок».

## Биография
Киау Кауануи родился 7 августа 1986 года в Гонолулу, Гавайи, США. В детстве вместе с семьёй много переезжал, пока не обосновался в Лос-Анджелесе. После учёбы в средней школе, Киау окончил Бостонский университет со степенью бакалавра в международных отношениях. Некоторое время работал в индустрии информационных технологий.
В 2011 году дебютировал на телевидении в сериале «Волчонок», в котором снимался до 2014 года. В 2014 году снялся для журнала «Afterglow».

## Фильмография
| Год       |     | Русское название             | Оригинальное название                    | Роль              |
| --------- | --- | ---------------------------- | ---------------------------------------- | ----------------- |
| 2011—2014 | с   | Волчонок                     | Teen Wolf                                | Дэнни Махилани    |
| 2011      | с   | Втайне от родителей          | The Secret Life of the American Teenager | игрок № 1         |
| 2012      | с   | Гавайи 5.0                   | Hawaii Five-0                            | Кэл Литоа         |
| 2015      | кор | Дуэльный клуб                | Duel Club                                | Грег / дуэлянт    |
| 2017      | ф   | Концессионеры должны умереть | The Concessionaires Must Die!            | жуткий парень     |
| 2017      | с   | Первородные                  | The Originals                            | Эдди              |
| 2019      | с   | Дарк/Веб                     | Dark/Web                                 | заражённый доктор |